# Dirck van Hensbeeck
Dirck Cornelisz. van Hensbeeck  (Oudewater, circa 1502/1508 - 1569), was een Goudse burgemeester.
Van Hensbeeck, die naar zijn geboorteplaats ook Dirck Cornelisz van Oudewater werd genoemd, was een zoon van Cornelis Dircksz. van Henbeeck en van Alijt Hendricks. Hij vestigde zich op jonge leeftijd in Gouda. Daar trouwde hij met Aechte Hendricks, dochter van mr. Hendrick Jansz, schepen van Gouda. Van Hensbeeck bekleedde meerdere malen de functie van burgemeester van Gouda en wel in de jaren 1548, 1549, 1552 en 1567. Hij schonk in 1561 een van de glazen aan de Sint-Janskerk. Het glas toont de aankondiging van de geboorte van Johannes de Doper aan zijn vader Zacharias. Aan de onderzijde van het glas zijn Van Hensbeeck en zijn omstreeks 1559 overleden vrouw afgebeeld met achter hen waarschijnlijk hun zoon en schoondochter en hun dochter en schoonzoon en daarachter nog eens elf kinderen. De vier afgebeelde personen achter hen zijn, zo wordt aangenomen, zoon Hendrick met Neeltgen Gijsberts en dochter Elisabeth met Dirck Dircksz. Hoens van Souburgh. Er is wel verondersteld dat de elf kinderen daarachter kleinkinderen zouden zijn, maar de bronnen zijn vrij unaniem dat dit niet erg waarschijnlijk is en dat de afgebeelde kinderen eerder weeskinderen zijn, die verwijzen  naar de door Van Hensbeeck betrachtte liefdadigheid. Van Hensbeeck schonk meerdere rentebrieven aan het Heilige Geestweeshuis van Gouda ten behoeve van voeding, kleding en onderwijs van weeskinderen. Rechts van de schenker staat het wapen van de schenker en zijn echtgenote. Aan de rechterzijde bevindt zich het wapen van de familie Hensbeeck, een uitgerukte dorre boom.
Hij woonde in Gouda aan de Oosthaven tussen de Molenwerf en het Catharina Gasthuis. 

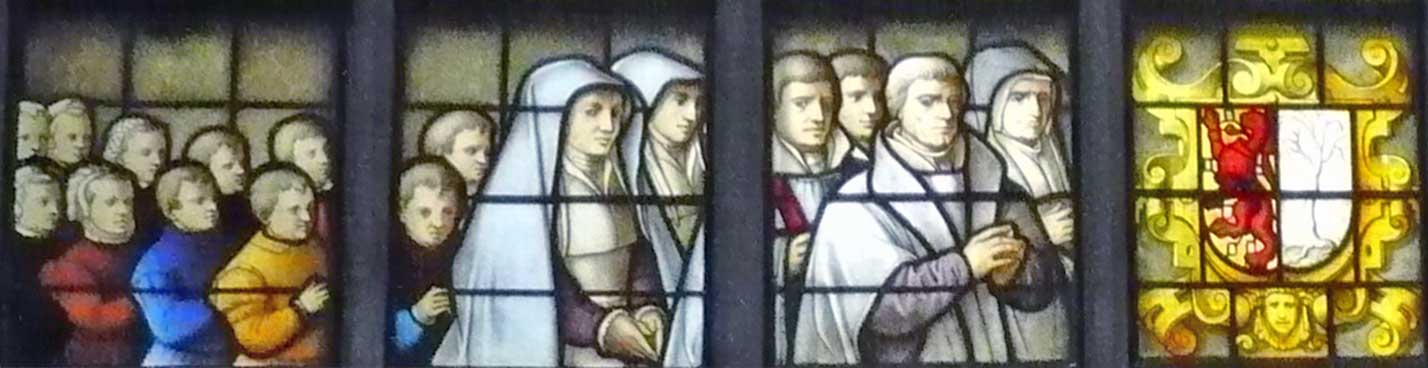
Dirck van Hensbeeck en zijn vrouw afgebeeld op een van de Goudse glazen. Het glas is ontworpen door Lambert van Noort en gemaakt door Digman Meynaert uit Antwerpen.